# Волкушанська культура
Волкушанська культура — археологічна культура доби фінального палеоліту. Виділена у першій половині 1990-х років Шимчаком К. на підставі матеріалів з території північно-східної Польщі, південної Литви, західної Білорусі та північної України. Одночасно явище аналогічно описав Залізняк Л. Л., визначивши красносільську культуру. Матеріали культури під іншими назвами згадувалися в літературі з середини XX століття як «прибалтійський мадлен» (Римантене Р. К.), «група Вільнюс» (Е. К. і С. К. Козловські), «аренсбурзька культура» (Кольцов Л.), «лінгбійська культура sensu largo» (Козловський С. К.), «комплекси типу Вільня» (Сульгастовська З.), «досвідерські матеріали» (Шильд Р.).
Валкушанська культура разом з лінгбійською, аренсбурзькою, свідерською і гренською культурами належить до технокомплексу з черенковим вістрям стріл. Шимчак К. зазначив подібність кремнієвих комплексів валкушанської культури з цими фінальнопалеолітичними культурами. Згідно Залізняка Л. Л., валкушанська культура сформувалася на основі лінгбійської і включає пам'ятники з гренськими вістрями, і гренська група пам'ятників є підґрунтям для пісочнарівської та ієневської мезолітичних культур.
Хронологічно культура до періоду 10800-10300 років до н. е. Кремнієвий інвентар валкушанської культури характеризують нуклеуси двоплощинні монофронтальні від пластин без додаткової обробки країв і контрфронту, одноплощинні від пластин з частковою обробкою сторін і контрфронту; скребки на пластинах; різні типи різців з переважанням ретушованих і нуклеопадібних; пластини зі скошеною дрібною ретушшю на кінці; черенкові наконечники стріл без плоскої ретуші насадження з черевця.
На Німані і Верхній Прип'яті відзначені стоянки волкушанської культури, носії котрої прийшли з заходу приблизно XIII—XI тисяч років тому і походять від культури Лінгбі. Вони використовували великі наконечники типу Лінгбі.
Ареал валкушанської культури охоплює басейни річок Вісла і Німан, західну частину Білоруського та Українського Полісся. До валкушанської культури належать археологічні пам'ятники:
- «Бурдзенішкі-4», «Багатери Лєсьни-2», «Волкуш-3», «Волкуш-5», «Возьна Весь-1», «Ридна-10», «Станькавічи-1» (усе в Польщі);
- «Красносілля-Е», «Лютка-Б», «Нобель 2Б», «Великий Мідськ», «Аносово» (Україна);
- «Вільнюс-1», «Ежаринас-8», «15-17» (Литва);
- на території Білорусі матеріали культури відомі від пам'яток «Жилічи-1-3», «Жукевічи-1», «2», «Ковальці-1», «4», «Ліхачи» урочища «Острів Лихацький», «Ліхачи» урочища «Острів Салацький» (Гродненський район), «Красносельський-6» (Волковиський район), «Бєліца-1», «Збляни-2» (Лідський район), «Мотоль-1», «5», «17», «Опаль-5» (Івановський район), «Вялічкавічи -1-5», «7-8», «Коладна-1-3» (Кам'янецький район), «Галачова» (Берестейський район), «Рубяжевічи» (Столбцовський район).